# 岩田書院
座標: 北緯35度40分18.6秒 東経139度36分6.5秒 / 北緯35.671833度 東経139.601806度
岩田書院（いわたしょいん）は、東京都世田谷区にある日本の出版社。

## 概説
1993年に名著出版の元社員であった岩田博が創業し、編集などの業務を担当する「ひとり出版社」として日本史や民俗学に関する専門書の出版を行っている。

## 主な出版物
- 『地方史文献年鑑』岩田書院
- 岩田書院ブックレット(アーカイブズ系/歴史民俗学系)
- 古代史研究叢書
- 中世史研究叢書
- 近世史研究叢書